# 清虚吟
〈清虚吟〉，古琴曲，《杏莊太音补遗》、《徽言秘旨》、《太音传习》、《琴谱正传》等琴谱都收录了这曲琴曲。作者不详。

## 琴曲背景
《杏莊太音补遗》中解题原文：世傳唐明皇嘗遊月宮，後人異其事，作淸虛唫，廣寒遊以傳奇。

## 文献史料
1. ↑  《存见古琴曲谱辑览》 查阜西 人民音乐出版社 2003年版
2. ↑   《杏莊太音补遗》 萧鸾 明嘉靖三十六年